# Viktor Manakov
Viktor Viktorovič Manakov (in russo Виктор Викторович Манаков?; Budogošč', 28 luglio 1960 – Mosca, 12 maggio 2019) è stato un pistard russo, fino al 1991 sovietico.

## Palmarès

### Olimpiadi
- 1 medaglia:
  - 1 oro (Mosca 1980 nell'inseguimento a squadre)